# 馬庭駅
馬庭駅（まにわえき）は、群馬県高崎市吉井町馬庭にある上信電鉄上信線の駅。委託駅であり、付近に県立吉井高校があるため、通学時間帯は駅員が配置されているが、各週土曜日・日曜日や平日の日中の一部時間帯は無人となる。

## 歴史
- 1910年（明治43年）7月5日：開業[1]。
- 1953年（昭和28年）1月15日：停留場から停車場に格上げされる。

## 駅構造

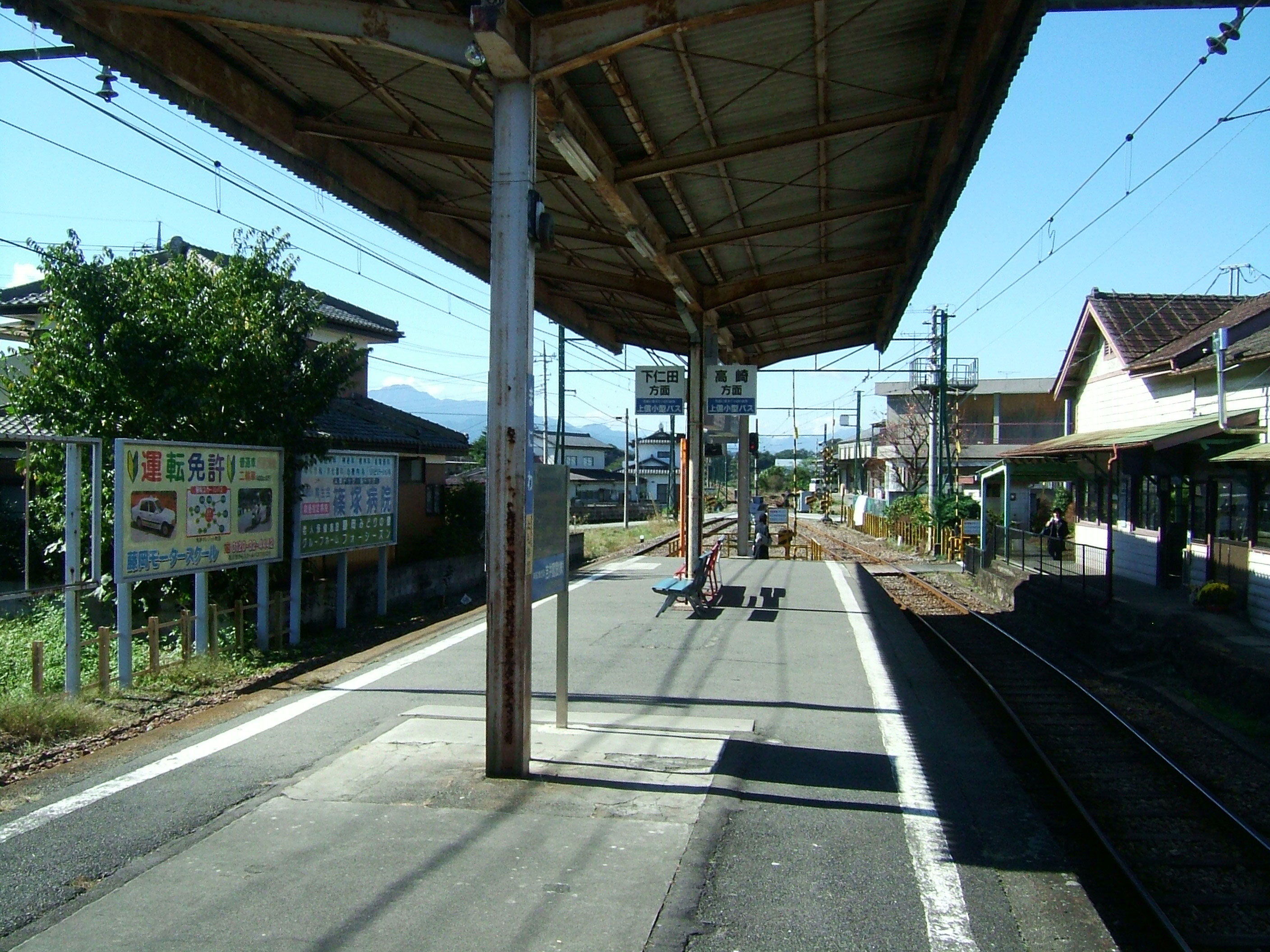
ホーム（2008年10月）

島式ホーム1面2線の地上駅で、木造駅舎を有する。かつては吉井分屯地（自衛隊施設）への貨物側線があった。便所はかつては汲み取り式だったが、2012年に水洗式に建て直された。

### のりば
| 番号   | 路線    | 方向 | 行先       |
| ------ | ------- | ---- | ---------- |
| 駅舎側 | ■上信線 | 上り | 高崎方面   |
| 反対側 | ■上信線 | 下り | 下仁田方面 |

- 案内上ののりば番号は設定されていない。

## 利用状況
1日の平均乗車人員は以下の通りである。出典は高崎市統計季報より。
| 年度   | 1日平均人数 |
| ------ | ----------- |
| 2006年 | 449         |
| 2007年 | 445         |
| 2008年 | 465         |
| 2009年 | 430         |
| 2010年 | 410         |
| 2011年 | 394         |
| 2012年 | 428         |
| 2013年 | 413         |
| 2014年 | 395         |
| 2015年 | 393         |
| 2016年 | 396         |
| 2017年 | 392         |
| 2018年 | 395         |
| 2019年 | 394         |
| 2020年 | 322         |
| 2021年 | 355         |
| 2022年 | 346         |

## 駅周辺
- 吉井馬庭簡易郵便局
- 群馬県立吉井高等学校（在校生等からは、駅名にちなみ「まに高」とあだ名されている）
- 馬庭念流道場
- 多胡碑（徒歩約25分）
- 群馬県道174号下栗須馬庭停車場線

## 隣の駅
上信電鉄
■上信線
西山名駅 - 馬庭駅 - 吉井駅